# Julian Borchardt
 (octobre 2021).
Améliorez-le ou discutez des points à vérifier. 
Julian Borchardt (né le 13 janvier 1868 à Bromberg, mort le 16 février 1932 à Berlin) est un journaliste et homme politique socialiste allemand.

## Biographie
Julian Borchardt est le fils d'un commerçant juif puis devient commis après la scolarité. Il est commerçant pendant quelques années à Berlin. Dans les années 1890, il devient rédacteur pour des journaux socio-démocrates à Königsberg et Hambourg. De 1896 à 1900, il est bibliothécaire, chercheur et enseignant à Bruxelles (Institut des sciences sociales). De 1907 à 1913, il est professeur remplaçant de macro-économie au comité d'éducation central du SPD.
De 1911 à 1913, il est membre de la Chambre des représentants de Prusse. Au cours de la session plénière de la chambre basse du 9 mai 1912, Borchardt provoque un scandale quand il interrompt le discours du député libéral Anton Schifferer (de) et n'obéit pas à l'ordre de quitter la salle du président Hermann von Erffa. Ce dernier fait appel à la police pour expulser Julian Borchardt et Robert Leinert (de). Ils sont plus tard accusé d'intrusion et de désobéissance. En appel au Tribunal du Reich en 1913, Hugo Haase, Wolfgang Heine et Hugo Heinemann (de) défendent les accusés.
La même année, Julian Borchardt entre en conflit avec la direction du parti pour des raisons inconnues. Il fonde le journal Lichtstrahlen (de). Immédiatement après le début de la Première Guerre mondiale et l'octroi de crédits de guerre par le groupe parlementaire social-démocrate, Borchardt appelle l'aile gauche du SPD à le quitter, à faire comme lui. En 1915, Lichtstrahlen pousse à la sécession. Anton Pannekoek et Karl Radek y collaborent.
Un groupe autour d'eux fonde l'Internationale des Socialistes d'Allemagne (qui deviendra l'Internationale des Communistes d'Allemagne (de)). Il se rapproche du groupe de Zimmerwald (de). Le seul participant à la conférence de Zimmerwald de la part de l'Internationale socialiste est Borchardt. Après l'interdiction de Lichtstrahlen en 1916, il fonde Leuchtturm qui est aussitôt interdit à son tour. Il se rapproche de plus en plus des communistes.
En décembre 1918, Borchardt est exclu de l'Internationale Communiste pour tendance anarchiste et ne rejoint donc pas le KPD. Il n'appartient plus à un parti. Après la révolution de novembre, il relance Lichtstrahlen qui sort jusqu'en 1921. Il adhère à l'Association de défense des écrivains allemands (de) et est un fondateur de l'Association des écrivains prolétariens révolutionnaires. En 1931, Borchardt reçoit une nomination à l'Institut Marx-Engels (de) à Moscou, mais refuse le poste en raison d'une maladie grave.
Borchardt est également un traducteur, en particulier de la littérature anglaise sur la lutte des classes. Il est également l'auteur et éditeur de nombreux ouvrages économiques et politiques, notamment d'une introduction au Capital de Karl Marx, dont il a traduit en français avec Hippolyte Vanderrydt les livres II et III (Paris, Giard et Brière, 1900 et 1902).